# Castelmaggiore (stacja kolejowa)
Castelmaggiore (wł. Stazione di Castelmaggiore) – stacja kolejowa w Castel Maggiore, w prowincji Bolonia, w regionie Emilia-Romania, we Włoszech. Znajduje się na linii Bolonia – Ankona. 
Według klasyfikacji Rete Ferroviaria Italiana ma kategorią brązową.

## Linie kolejowe
- Linia Bolonia – Ankona